# Congrès de Polleur

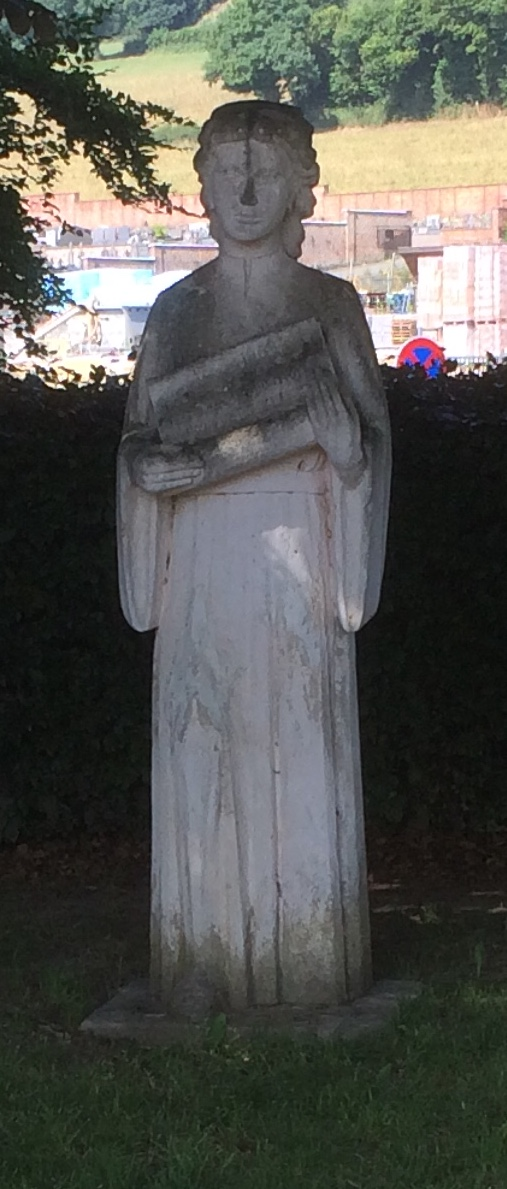
Statue commémorative de la Déclaration des droits de l'Homme et du Citoyen, située à Polleur

Le congrès de Polleur est une assemblée comprenant les cinq bans du marquisat de Franchimont qui se tint à partir du 9 août 1789, au château de Franchimont, à l'initiative de Laurent-François Dethier.  L'assemblée y adopta, le 16 septembre 1789, la Déclaration des Droits de l'Homme et du Citoyen pour le Franchimont,,. Polleur est au centre géographique du marquisat.